# ديفيد سيلفرمان
ديفيد سيلفرمان (بالإنجليزية: David Silverman)‏ (من مواليد 15 مارس 1957) هو اختصاصي رسوم متحركة الأمريكي الذي اشتهر بإخراج العديد من حلقات المسلسل التلفزيوني المتحركة عائلة سيمبسون، وكذلك فيلم عائلة سيمبسون. وشارك سيلفرمان في المسلسل من البداية، حيث كان في كل من الرسوم المتحركة وحلقات سيمسون القصيرة التي بثت على Tracey Ullman Show(عروض تريسي أولمان ) وعمل مخرجاً للرسوم المتحركة لعدة سنوات.

## بداياته ومسيره المهنية
ولد سيلفرمان في لونغ آيلاند، نيويورك. نشأ في سيلفر سبرينغ بولاية ماريلاند وبدأ تعليمه في جامعة ميريلاند، كلية بارك لمدة سنتين، حيث ركّز على الفن. ثم درس في جامعة كاليفورنيا وتخصص في الرسوم المتحركة
بدأ مسيرته مع عائلة سمبسون وكان ذلك في 26 ديسمبر 1990 الحلقة رقم 83 من (أجل قول الحقيقة)

## الأسلوب
ومن المعروف توجيه طاقة سيلفرمان نحوالرسوم متحركة، مواعيده منظمة، ويستخدام عنصر المغامرة في التصميم والتمثيل حيث غالباً ما يكون معقد، تعبيراته منطوية وغالباً ما تكون خيالية، محددة عاطفياً أو مبالغ فيها للغاية.

## حياته الجامعية
وقد طاف سيلفرمان العديد من الجامعات، متحدثا عن تجاربه والرسوم المتحركة عائلة سمبسون منذ فترة طويلة كمخرج ومنتج.
يصف تجربته الأولى في مجال الرسوم المتحركة، والعمل على البرامج مثل (تين توربو) و(مستر تي).
يقول أنه في نقطة اعتبر أن ترك الرسوم المتحركة لتكريس وقته لتوضيح الكرتون، وقال انه حصل على وظيفة تحريكية في (عرض تريسي أولمان).

## روابط خارجية
- ديفيد سيلفرمان على موقع IMDb (الإنجليزية)
- ديفيد سيلفرمان على موقع ألو سيني (الفرنسية)
- ديفيد سيلفرمان على موقع أول موفي (الإنجليزية)
- ديفيد سيلفرمان على موقع بوكس أوفيس موجو (الإنجليزية)
- ديفيد سيلفرمان على موقع قاعدة بيانات الأفلام السويدية (السويدية)
- ديفيد سيلفرمان على موقع قاعدة بيانات الفيلم (الإنجليزية)
- ديفيد سيلفرمان على موقع كينوبويسك (الروسية)